# Battlegrounds 2
Battlegrounds 2 er en multiplayer-mod til Half-Life 2. Den foregår under den amerikanske uafhængighedskrig, og princippet er at overtage områder under et slemt slag.
Der er 2 hold: Et blåt, de amerikanske revolutionære, og et rødt, Storbritannien, som kæmper, til det ene hold dominerer. Det ene hold starter med et koben, det andet hold har våben. 
| computerspil | Spire Denne computerspilsrelaterede artikel er en spire som bør udbygges. Du er velkommen til at hjælpe Wikipedia ved at udvide den. |